# 허리케인 토마스
허리케인 토마스 (Hurricane Tomas, 번호 AL212010)은 2010년 북대서양의 마지막 열대폭풍이자 허리케인이였다. 이 허리케인으로 인해 총 69명이 사망한 것으로 알려졌다.

## 허리케인의 진행

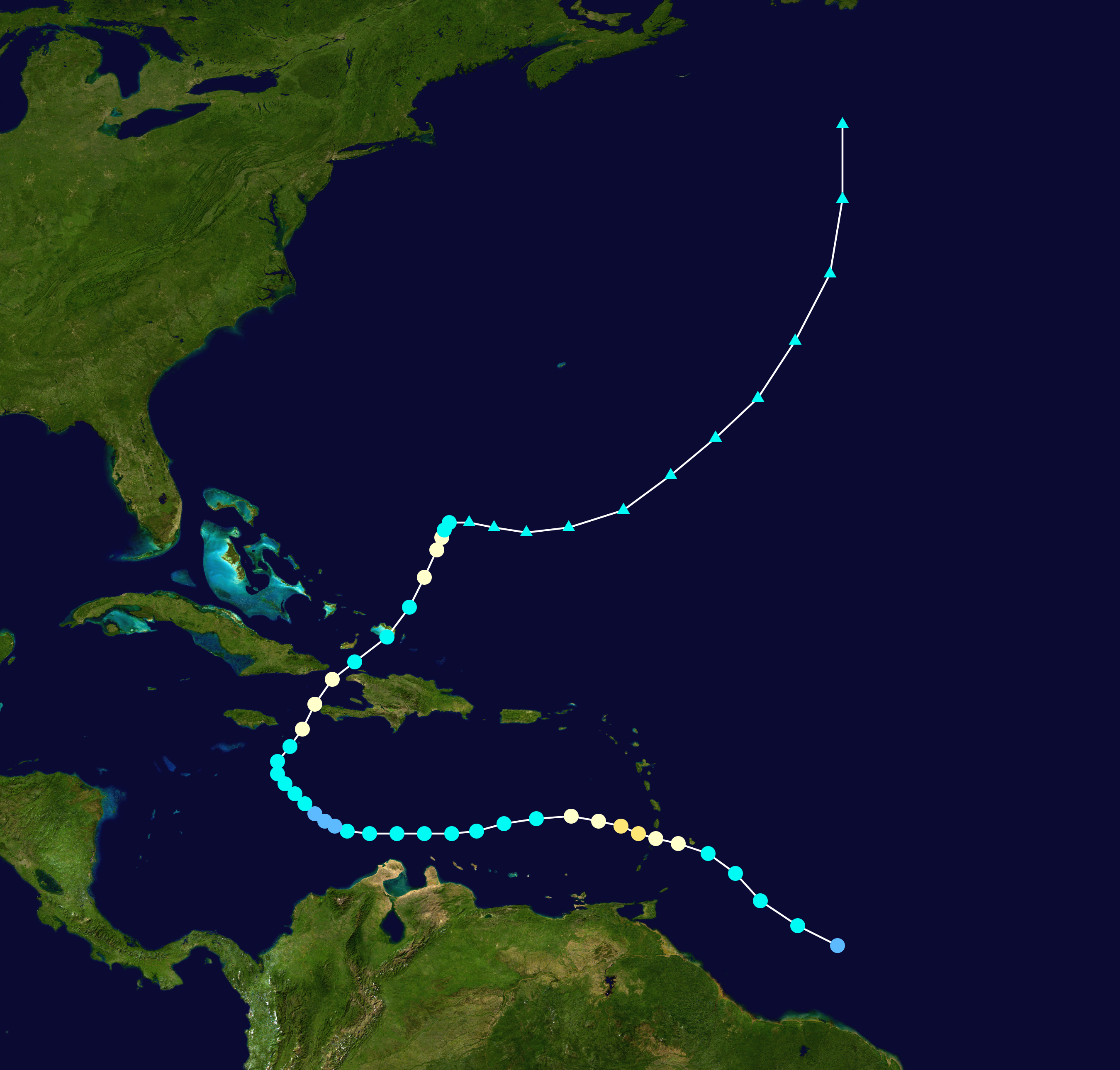
허리케인 토마스의 이동 경로

10월 25일, 저기압을 동반한 열대파동이 아프리카 서부 해상에 진출하였고, 잠시 후 열대 수렴대에 위치하게 되었다. 빠르게 서진하면서 10월 27일 미국 국립 허리케인 센터에서 이 저기압을 처음으로 언급하며 48시간 내에 열대저기압으로 발생할 확률이 약 10%라고 밝혔다. 이 저기압은 점차 발달했고 10월 29일 세인트빈센트 섬에서 동남동쪽으로 470km 떨어진 곳에서 열대폭풍 "토마스"로 발달하였다.
열대폭풍으로 발달한지 3시간만에 이미 풍속은 시속 95km로 발달해있었다. 마르티니크의 한 레이다에서 눈이 생기는 것을 관찰했으며, 이후 10월 30일에 "허리케인 헌터"(Hurricane Hunters)의 분석 결과 토마스가 허리케인으로 발달한 것으로 알려졌다. 이 때 세인트빈센트 섬에서 고작 55 km 동쪽에 위치해 있었다. 참고로 허리케인의 눈의 지름은 약 56~74 km이었다.
10월 31일에 허리케인 토마스는 발달하던 중 세인트루시아 해상을 지났으며, 그 섬에 시속 148 킬로미터의 풍속이 관측되었다. 그 날 급격한 발달을 이루었고, 2등급 허리케인으로 발달하였다. 그러나 건조한 공기와 윈드 시어로 인해 약화되어 11월 1일, 허리케인 토마스는 열대폭풍으로 약화되었다. 다음 날에도 약화되어 11월 3일 열대저기압으로 약화되었다.
열대저기압으로 약화된 토마스는 다시 발달하기 시작하여 같은 날 열대폭풍으로, 11월 5일 오전 9시 (UTC) 허리케인으로 재발달하였다. 허리케인 토마스는 동부 쿠바와 서부 아이티 사이로 지나가 피해를 입혔다. 11월 7일 윈드 시어가 다시 강하게 발생하여 열대저기압으로 약화되었고, 곧 온대저기압으로 변질되어 소멸하였다.

## 피해
허리케인 토마스로 인해 세인트루시아에서 14명 등 69명이 사망하였다. 윈드워드 제도에서의 재산 피해는 약 5.9억달러, 전체 약 6.3억달러로 집계되었다. 아이티에서는 그 당시 시작됐던 아이티의 콜레라 확산을 더욱 심각한 상태에 이르게 만들어 간접적으로 많은 피해를 입혔다. 2010년 12월에 발표된 어느 분석 결과에 의하면, 쿠바와 히스파니올라(아이티와 도미니카 공화국)에서 총 55명 사망하였다. 카리브해 국가들의 큰 피해로, "토마스"라는 이름은 세계기상기구에 의해 2010년 마지막으로 영구 제명되었고 2016년부터는 북대서양에서 "토마스" 대신 "토비안(Tobian)"이라는 이름이 쓰이게 될 것이다.

## 같이 보기
- 2010년 북대서양 허리케인
- 허리케인 이고르